# Albert-Louis Souques
Albert-Louis Souques, francoski general, * 6. februar 1890, † 13. marec 1952.